# Prodidomus capensis
Prodidomus capensis là một loài nhện trong họ Gnaphosidae.
Loài này thuộc chi Prodidomus. Prodidomus capensis được William Frederick Purcell miêu tả năm 1904.